# Tetrastichus coelioxydis
Tetrastichus coelioxydis är en stekelart som först beskrevs av Burks 1967.  Tetrastichus coelioxydis ingår i släktet Tetrastichus och familjen finglanssteklar. Inga underarter finns listade i Catalogue of Life.